# Tension de Hall
La tension de Hall est utilisée pour mesurer un champ magnétique, principalement dans un teslamètre à effet Hall.
Le champ magnétique dévie des particules chargées en mouvement. Lorsque celles-ci circulent dans un conducteur sous l'effet d'un courant, elles sont déviées en fonction du signe de leur charge vers les bords de celui-ci. Il s'établit alors une tension mesurable, proportionnelle au champ magnétique.